# Relations entre Singapour et la Thaïlande

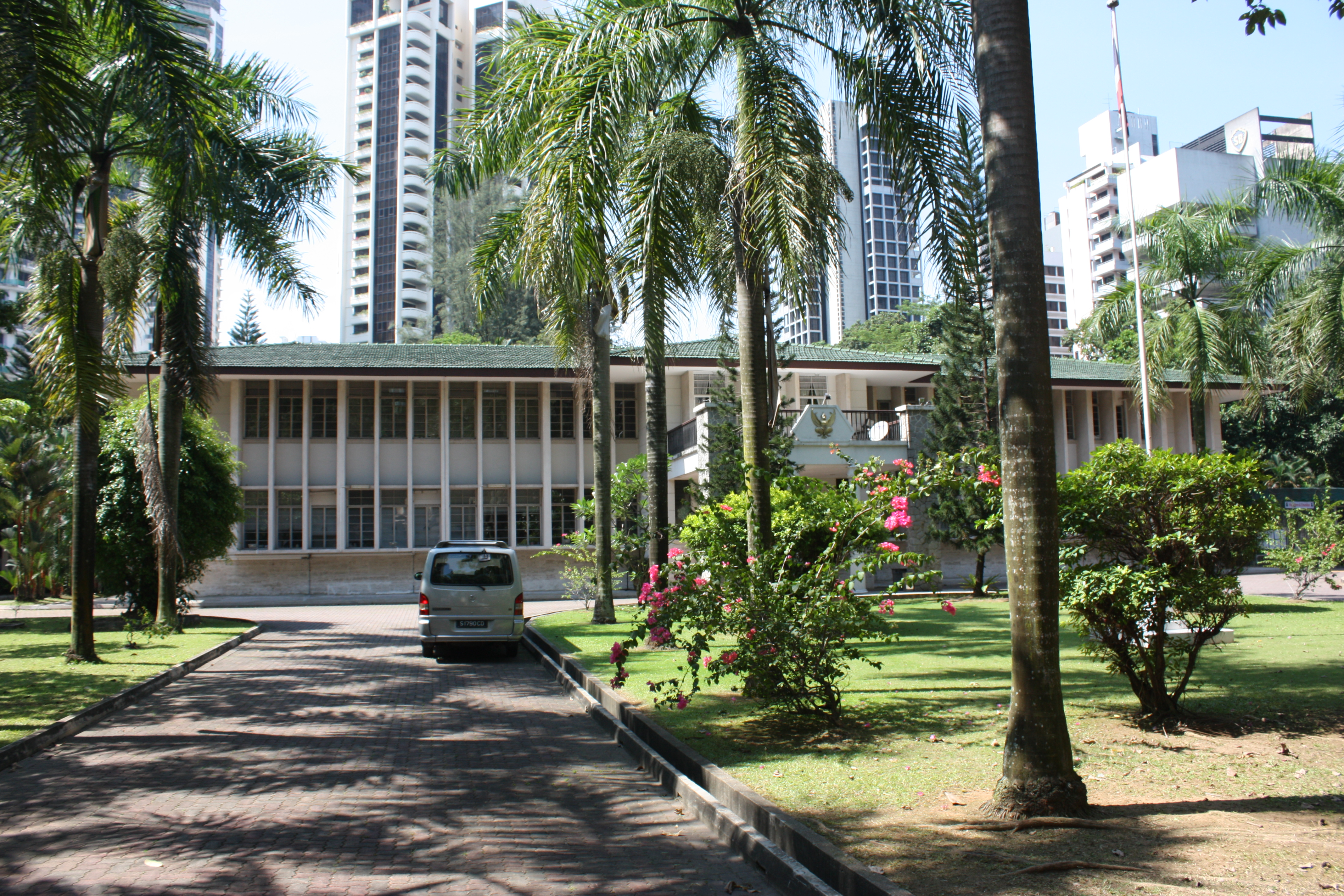
Ambassade de Thaïlande à Singapour.

Les relations bilatérales entre la république de Singapour et le royaume de Thaïlande remontent officiellement à 1965, lorsque la Thaïlande établi des relations diplomatiques peu de temps après l'indépendance de Singapour. Les deux pays sont les membres fondateurs de l'Association des nations de l'Asie du Sud-Est.

## Histoire

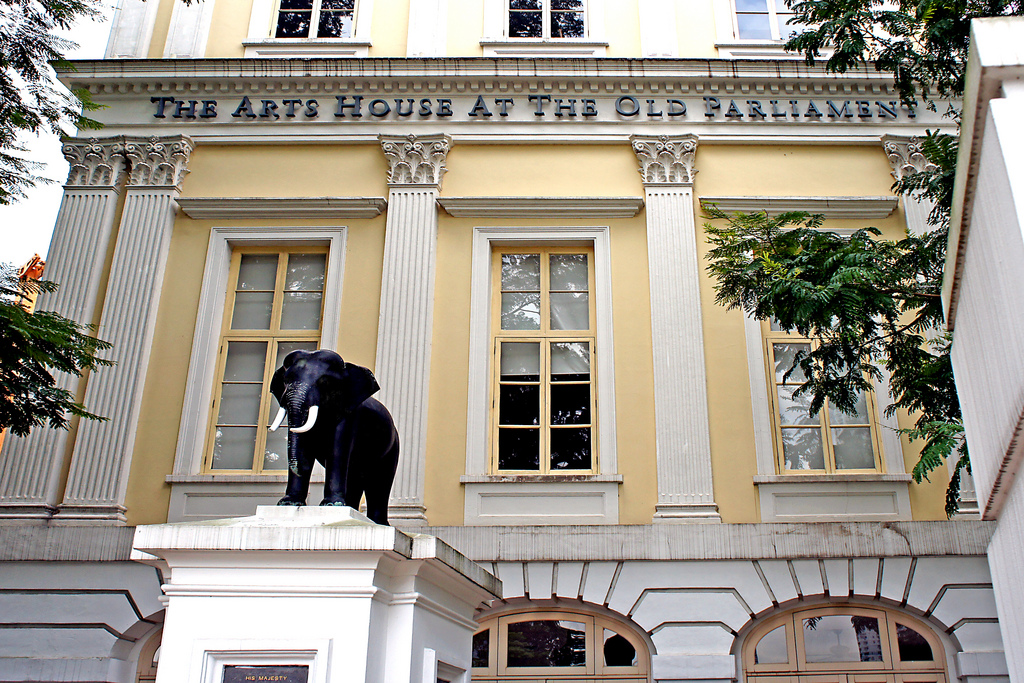
La statue d'éléphant donnée par Rama V à Singapour.

Singapour et le Siam ont entamé des relations commerciales avant la fondation de Singapour par Stamford Raffles, certains marchands siamois se rendant à Singapour pour des activités commerciales. En 1871, le roi Rama V de Siam visite Singapour, c'est la première fois qu'un monarque thaïlandais visite un pays étranger. Lors de cette visite, il donne une statue d'éléphant à Singapour qui se trouve aujourd'hui devant l'ancien Parlement.
En 1965, la Thaïlande établit des relations diplomatiques avec Singapour, qui venait d'obtenir son indépendance de la Malaisie. En 1967, les deux pays, avec la Malaisie, l'Indonésie et les Philippines, forment l'Association des nations de l'Asie du Sud-Est. En 1978, lorsque la guerre entre le Cambodge et le Viêt Nam éclate, Singapour soutient les actions de la Thaïlande pour aider le Cambodge. En 1997, les deux pays établissent des relations de « Partenariat renforcé ». En 2005, SR Nathan, le président de Singapour, se rend en Thaïlande : c'est la première visite d'un président singapourien en Thaïlande.
En août 2015, Tanasak Patimapragorn, vice-Premier ministre et ministre des Affaires étrangères de Thaïlande, s'est rendu à Singapour et a rencontré Lee Hsien Loong, le Premier ministre de Singapour. Les dirigeants ont réaffirmé les excellentes relations qu'entretiennent depuis longtemps Singapour et la Thaïlande. Au cours de la visite de Tanasak, il a également rencontré K. Shanmugam, le ministre des Affaires étrangères de Singapour pour discuter des activités commémoratives de l'établissement des relations diplomatiques entre les deux pays et du renforcement des relations interpersonnelles entre les deux pays.

## Relations commerciales
Selon les données de l'Observatoire de la complexité économique (en), la valeur des exportations de Singapour vers la Thaïlande se situaient entre 2 et 4 milliards de dollars américains entre 1995 et 2002. Cette valeur a augmenté et est passée à 7 milliards de dollars américains en 2008. Bien que la valeur ait chuté à 5 milliards de dollars américains l'année suivante, elle a ensuite augmenté à nouveau et a atteint un sommet de 8 milliards de dollars américains en 2013. Singapour a principalement exporté des machines vers la Thaïlande. Depuis 2002, les produits chimiques ont pris de l'ampleur dans les exportations.
Entre 1995 et 2003, la valeur des exportations de la Thaïlande vers Singapour se situaient entre 4 et 6 milliards de dollars américains. Cette valeur a commencé à augmenter en 2003 pour se situer entre 9 et 10 milliards de dollars américains en 2013. La Thaïlande a principalement exporté des machines vers Singapour tandis que la proportion de pétrole raffiné dans les exportations a commencé à augmenter en 2003.
Lorsque Prayut Chan-o-cha, le Premier ministre thaïlandais, s'est rendu à Singapour en juin 2015, Singapour et la Thaïlande ont signé deux accords visant à éviter la double imposition et les voyages en croisière. En outre, afin de fournir une plate-forme pour le commerce, les investissements, les activités commerciales et la formation du personnel, la Fédération manufacturière de Singapour et la Fédération des industries thaïlandaises ont signé un protocole d'accord.

## Relations culturelles
Depuis 1997, Singapour et la Thaïlande ont mis en place un programme d'échange de la fonction publique (Civil Service Exchange Program, CSEP) qui permet à la fonction publique des deux pays d'échanger du personnel et de l'expérience de façon régulière, notamment dans le domaine de l'éducation. Les deux pays ont également une coopération technique dans le cadre du Programme de coopération de Singapour (en). Dans le cadre du CSEP, les deux pays fournissent une assistance technique à des pays comme le Cambodge, le Laos, le Viêt Nam, la Birmanie et le Timor oriental.
En 2015, la Media Development Authority de Singapour et la Software Industry Promotion Agency de Thaïlande ont renforcé leur coopération dans les domaines de la radiodiffusion, de l'audiovisuel, de l'animation, des jeux et des médias numériques en signant un protocole d'accord. La même année, l'Université Silpakorn de Thaïlande et le Singapore Wind Symphony ont organisé une performance musicale commune lors d'une activité organisée par le Ministère des affaires étrangères de Thaïlande.

## Relations militaires
Les deux pays partagent des accords de défense étroits, envoyant régulièrement du personnel pour une formation croisée et organisant divers exercices annuels entre les forces armées de Singapour et les forces armées royales thaïlandaises.